# Corophiidea
I Corophiidea (Leach, 1814), in passato denominati Caprellidea, sono un sottordine di anfipodi.
Vivono in ambienti marini e di estuario. Le femmine hanno una sacca ventrale e le uova si sviluppano in modo diretto. Essi hanno la seconda e la terza appendice toracica modificata in gnatopodi. L'addome e le appendici addominali sono ridotte; essi infatti sono adesi o strisciano lentamente. Quasi tutte le specie usano altri organismi come ospiti. Le distinzioni all'interno delle famiglie dei Corophiidea sono state riviste ma le classiche divisioni sono la famiglia Caprellidae e Cyamidae (pidocchio delle balene). L'ecologia di entrambe le famiglie è poco conosciuta.